# 鈄姓
钭姓是中文姓氏之一，在《百家姓》中排第246位。现今為极罕见的姓氏。

## 起源
出自吕氏，姜姓，以器物为姓。战国时姜氏齐国被田氏取而代之，原国君齐康公被流放于海上，窘迫到用钭（一种酒器）作为炊具烹煮食物，后世子孙为牢记这段历史，便以钭为姓。

## 郡望
- 临海
- 辽西郡：战国时燕国设置，秦汉两代沿用（今河北乐亭县以东、辽宁大淩河以西地区）。

## 延伸阅读
[在维基数据编辑]
 《百家姓》
 《欽定古今圖書集成·明倫彙編·氏族典·鈄姓部》，出自陈梦雷《古今圖書集成》